# Samuel Gottlieb Gmelin
Samuel Gottlieb Gmelin (4 de julio de 1744 - 27 de junio de 1774) fue un médico, botánico, ornitólogo, y explorador germano . 

## Historia
Gmelin nace en Tübingen en una reconocida familia de naturalistas. Su padre era Johann Conrad Gmelin, un boticario y cirujano; su tío Johann Georg Gmelin. Samuel alcanza su graduación médica en 1763 en la Universidad de Leiden a la temprana edad de 18 años (Silva et al., 1996). Mientras vive en Holanda, Gmelin desarrolla un interés peculiar en las algas marinas. En 1766 oposicona y gana el puesto de profesor de Botánica en San Petersburgo. Al año siguiente toma parte de una expedición de estudios de la Historia natural del Imperio ruso. Explorará los ríos Don y Volga, y las costas oeste y este del mar Caspio. Mientras atraviesa el Cáucaso es hospedado por el Khan Usmey de Khaïtakes, y fallece debido a un tratamiento de una enfermedad, adquirida estando cautivo en Derbent. Tenía solo 29 años.
Gmelin fue autor de Historia Fucorum (1768), la primera obra dedicada a la biología marina, desarrollando exclusivamente a las algas y haciendo uso por primera vez del sistema binomial de nomenclatura. Incluye elaboradas ilustraciones de macroalgas y demás algas marinas en folios. Sin embargo, los especímenes de algas usados por Gmelin en Historia fucorum no existen más (Dixon & Irvine, 1970). Los resultados de sus expediciones se publican en Reise durch Russland zur untersuchung der drey natur-reiche (Viajes por Rusia para el estudio de las tres provincias naturales) (1770-1784, 4 vols.), publicándose el volumen final por Peter S. Pallas.

## Biografía
En 1772, se casa con Anna von Chappuzeau, nieta de un famoso capitán naval Jacob Chappuzeau 
(Iakov Shapizo), héroe de la batalla de la isla de Ösel en 1719, cuando comandaba la 'Raphail'.
- La abreviatura «S.G.Gmel.» se emplea para indicar a Samuel Gottlieb Gmelin como autoridad en la descripción y clasificación científica de los vegetales.[1]